# Megàpode de les Tonga
El megàpode de les Tonga (Megapodius pritchardii) és una espècie d'ocell de la família dels megapòdids (Megapodiidae) que viu en hàbitat de selva, a l'illa de Niuafo'ou, de l'arxipèlag de les Tonga.

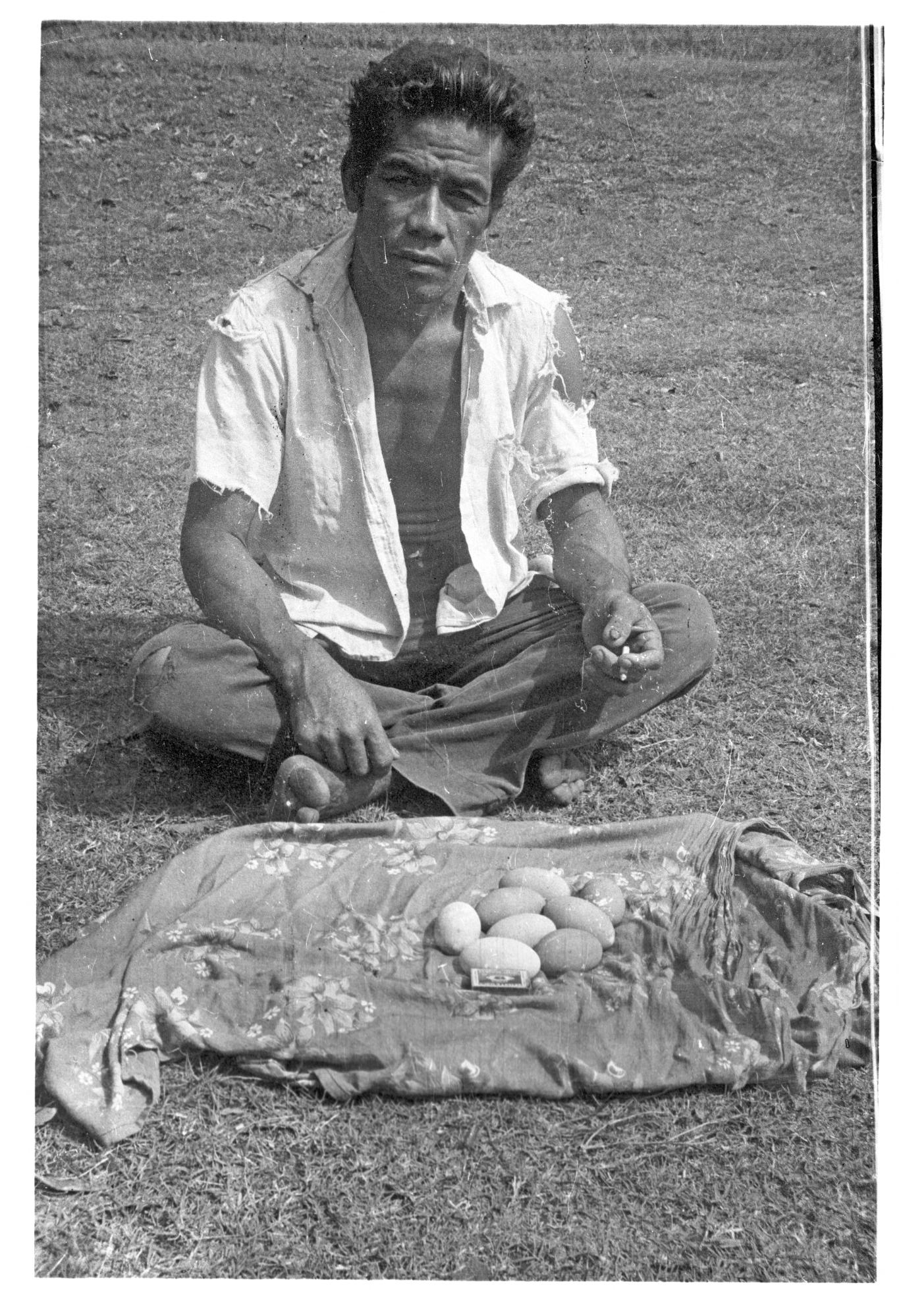
Ous del megàpode (en llengua niuafo'ou, malau), 1967, Niuafo'ou.

## Descripció
Es tracta d'un megàpode mitjà, amb una llargària de 30-35 cm

Amb escàs dimorfisme sexual, els adults són d'un color general gris pissarra, amb front i pili gris cendra. Les plomes del clatell formen una petita cresta. Zona al voltant de les galtes, ulls i auriculars pràcticament nues, de color vermell, amb escasses plomes gris clar. Mentó i gorja molt pàl·lids. Dors, carpó i ales marró rogenc. Parts inferiors grises, més pàl·lides al ventre. Bec i potes color groc. Iris marró. Els immaturs són semblants als adults, una mica més apagats. Els pollets no tenen zones nues al cap i el bec és marró.

## Hàbitat i distribució
Aquests ocells habiten el terra de boscos amb arbres planifolis, des del bosc secundari, amb cocoters o mangos fins als boscos no alterats, amb un sotabosc obert i abundant fullaraca, a l'illa de Niuafo'ou, de l'arxipèlag de les Tonga.